# Bahnhof Harlesden

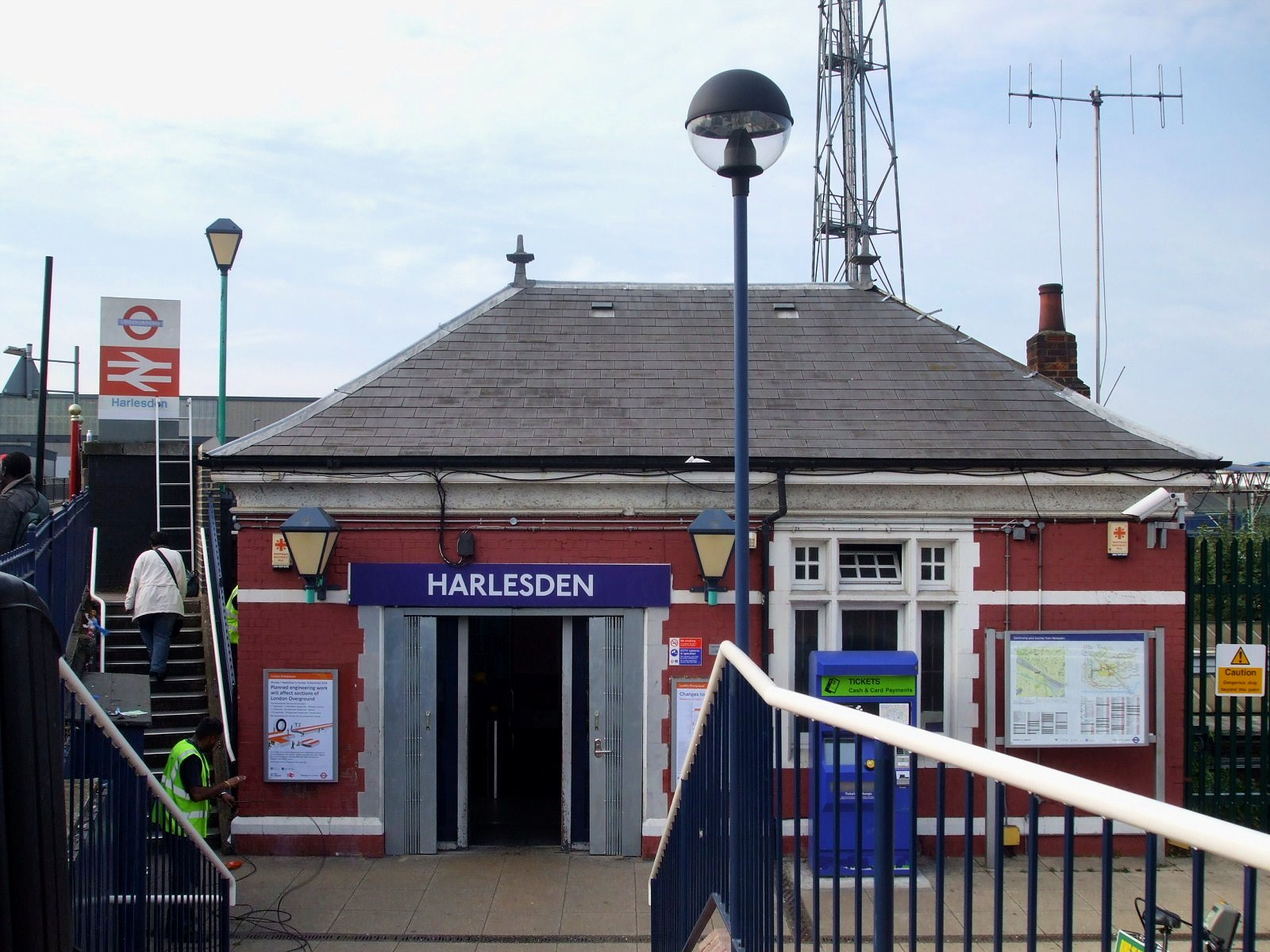
Stationsgebäude

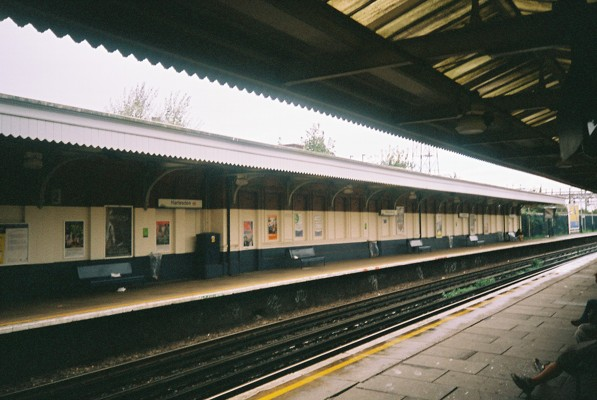
Bahnsteig

Harlesden ist ein Bahnhof im Stadtbezirk London Borough of Brent. Er befindet sich in der Travelcard-Tarifzone 3 an der Acton Lane. Der Bahnhof wird einerseits von London-Overground-Vorortszügen zwischen London Euston und Watford Junction bedient, andererseits halten hier auch U-Bahnzüge der Bakerloo Line. Im Jahr 2014 nutzten 2,77 Millionen U-Bahn-Fahrgäste den Bahnhof, hinzu kommen 1,020 Millionen Fahrgäste der Eisenbahn.
Die Eröffnung des Bahnhofs erfolgte am 15. Juni 1912 durch die London and North Western Railway (LNWR), als diese entlang der bereits seit 1837 bestehenden West Coast Main Line neue Gleise für den elektrischen Vorortverkehr verlegte (die so genannte Watford DC Line). Die Züge der Bakerloo Line hielten hier erstmals am 16. April 1917.